# Benediction (banda)
Benediction és una banda anglesa de death metal de Birmingham, fundada el febrer de 1989.

## Biografia
Benediction es va fundar a Birmingham el febrer de 1989 amb la següent formació: Paul Adams (baix), Peter Rew (guitarra), Darren Brookes (guitarra) i Mark "Barney" Greenway (veu). El mateix any editaren la maqueta The Dreams You Dread, la qual cosa cridà l'atenció de la discogràfica Nuclear Blast Records, amb qui signaren un contracte. El primer àlbum, Subconscious Terror fou publicat el 1990, i a continuació Mark "Barney" Greenway els abandonà per tal d'incorporar-se a Napalm Death. Ben aviat el van poder substituir pel cantant Dave Ingram. La bona acceptació del disc els permeté fer una extensa gira durant el 1991, juntament amb Bolt Thrower i Nocturnus.
A continuació, gravaren el segon disc, The Grand Leveller, amb el qual obtingueren un major ressò internacional. Eren ja una nova promesa del metal extrem. Durant el període entre la gravació i la mescla de l'àlbum havien aprofitat per fer una gira europea amb Massacra i ara, ja amb el disc sota el braç, tornaren a la carretera, aquest cop amb Dismember. Després de la gira sofriren la deserció de Paul Adams, cansat de tanta carretera i tanta feina amb el grup. Es tancaren de nou a l'estudi el desembre de 1991 i Darren assumí tasques de guitarrista i baixista. D'aquestes sessions n'eixí l'EP Dark is the Season, que incloïa una versió d'Anvil, "Forged In Fire". El gener següent tornaren a recórrer carreteres europees en una gira amb Asphyx i Bolt Thrower.
Aquell mateix 1992 reclutaren un nou baixista, Frank Healy, que en aquell moment exercia de guitarrista a Cerebral Fix i anteriorment ho havia fet a Napalm Death. La nova formació s'estrenà en directe a Tel-Aviv.
El 1993, Benediction publicà la seva tercera obra Transcend the Rubicon, que fou presentada amb l'extensa gira "World Violation" amb Cemetery i la banda thrashera-jazzística Atheist a Europa, EUA, Canadà i Israel. Al final de la gira Ian Treacy deixà la banda a causa de desavinences personals amb altres membres. Més endavant arribà l'EP The Grotesque / Ashen Epitaph, amb dues cançons noves i tres pistes en directe, en què el jovenet Neil Hutton (18 anys) substiuïa de manera oficial Treacy a la bateria. S'inicià en la gira d'onze festivals que organitzà Nuclear Blast el Gener de 1995 a diversos llocs d'Alemanya, Holanda, Àustria, Suïssa i la República Txeca. Mentrestant, la banda ja havia preparat el seu quart àlbum, The Dreams You Dread.
Benediction a més gaudia d'una bona amistat amb la mítica banda Death, amb qui giraren a proposta de Chuck Schuldiner.
Llençaren el següent disc, Grind Bastard, amb la clara intenció d'estendre llur popularitat als països de l'Europa de l'Est. Fou així que s'embarcaren en una nova gira europea com a teloners de Death (que, de fet, seria la darreraa gira de Schuldiner amb la seva banda). Durant la gira patiren l'abandó del cantant Dave Ingram i el substituïren per Dave Hunt (també cantant de Mistress i Anaal Nathrakh. Per qualsevol altra banda aquest contratemps hauria pogut ser un problema important, però ells el superaren amb aplom i al cap d'un parell de concerts ja hi havia una nova formació en forma. Després de la gira amb Death, feren unes quantes dates més amb Immortal.
El seu darrer àlbum és Organised Chaos i fou publicat l'octubre de 2001 per Nuclear Blast. Fou produït per Andy Sneap i, és clar, serví d'excusa per fer uns quants concerts a Europa. Cal destacar l'exitosa gira de 2002 amb Bolt Thrower i l'actuació davant de milers de heavies al festival Gods of Metal de Milà - on també hi actuaven Motörhead, W.A.S.P., Megadeth i Judas Priest.

## Membres actuals
- Darren Brookes - guitarra (1988-)
- Peter Rewinsky - guitarra (1988-)
- Dave Hunt - veu (1998-)
- Frank Healy - baix (1992-)
- Nicholas Barker - bateria (2005-)

### Membres anteriors
- Dave Ingram - veu (1990-1998)
- Mark 'Barney' Greenway - veu (1988-1990)
- Ian Treacy - bateria (1988-1994)
- Paul Adams - baix (1988-1991)
- Neil Hutton - bateria (1994-2005)

## Discografia
- Subconscious Terror (1990)
- The Grand Leveller (1991)
- Dark Is The Season (1992)
- Transcend The Rubicon (1993)
- The Grotesque / Ashen Epitaph (1994)
- The Dreams You Dread (1995)
- Grind Bastard (1998)
- Organised Chaos (2001)